# Femlin
A Femlin é uma personagem usada nas página Party Jokes (no Brasil, Piadas) da revista Playboy.

## História
Femlins foram criadas por LeRoy Neiman em 1955 quando o criador/editor da revista Hugh Hefner decidiu que a página de piadas precisava de um elemento visual. O nome é uma amálgama de "female" e "gremlin". Em imagens em preto e branco, são retratadas como mulherezinhas sensuais e travessas, uma espécie de fada ou elfa com semblante totalmente humano, sempre vestindo apenas luvas de ópera, meias-arrastão e sapatos de salto alto. Em cada publicação, elas normalmente aparecem em dois ou três  painéis, interagindo com diversos itens de tamanho natural, tais como sapatos, jóias, gravatas e etc, o que leva a crer que elas teriam, aparentemente, entre 10 e 12 polegadas de altura se fossem criaturas que existissem na vida real. 
Desde sua criação, as Femlins apareceram em todas as páginas da seção Party Jokes, e estrelaram a capa da publicação americana inúmeras vezes, tanto desenhadas por Neiman ou em fotografias de imagens esculpidas em argila.
Femlin tornou-se um ícone adorado da Playboy e uma celebridade por seus próprios méritos. Em Agosto de 2007, a edição americana celebrou o 50° aniversário de Femlin publicando uma história especial.

## Merchandising
Femlins têm aparecido em uma variedade de mercadorias licenciadas ao longo dos anos, tais como cinzeiros, copos de shot e canecas de café. Um conjunto de quatro estátuas de gesso, a mais alta com aproximadamente 14 polegadas de altura, foi anunciado para a venda nas últimas páginas da Playboy em 1963. Assim como nos desenhos em que foram baseadas, essas estátuas não eram anatomicamente detalhadas. Na época, o preço de cada estátua era US$7,50. Um conjunto completo de quatro estatuetas foi leiloado pela casa de leilões Leland's por US$7,904.80 em junho de 2004, de acordo com um cache do Google com informações sobre o leilão.
Em 2004, a Playboy produziu uma nova (e atualizada) estatueta de uma Femlin sentada em uma taça de champanhe. Embora agora não seja mais produzida, estas são extremamente comuns, e não devem ser confundida com as estatuetas mais velhas.

## Livro
O livro Leroy Neiman: Femlin foi lançado no ano de 2007 e apresenta textos e imagens de Neiman, e um posfácio de Hefner. 

## No Brasil
As Femlins também aparecem na seção Piadas da versão brasileira de Playboy sob licença da matriz americana que empresta à edição nacional não apenas o nome, o símbolo do coelho, e o termo Playmate, mas também a imagem da Femlin.